# Michael Reitzel
Michael Reitzel (* 8. Dezember 1943 in Mainz; † 23. September 2023 in Selzen) war ein deutscher Politiker der SPD.

## Leben und Wirken
Nach dem Abitur 1963 studierte Reitzel Rechtswissenschaft und katholische Theologie in Freiburg und Mainz. 1972 legte er sein zweites Staatsexamen ab und wurde Rechtsanwalt.
Er starb am 23. September 2023 im Alter von 79 Jahren.

## Politik
Reitzel trat 1968 der SPD bei und wurde ein Jahr später in den Gemeinderat von Selzen gewählt. 1972 wurde er Fraktionsvorsitzender im Verbandsgemeinderat der Verbandsgemeinde Nierstein-Oppenheim und im Kreistag des Landkreises Mainz-Bingen. 1974 wurde er zum Vorsitzenden des SPD-Bezirks Mainz-Bingen gewählt. Von 1971 bis 1991 war er Abgeordneter des rheinland-pfälzischen Landtags. Dort war er von 1979 bis 1987 stellvertretender Vorsitzender der SPD-Landtagsfraktion und anschließend bis 1990 Landtagsvizepräsident. Reitzel war Vorsitzender der sozialdemokratischen Gemeinschaft für Kommunalpolitik in Rheinland-Pfalz.
Von Juli 2014 bis Februar 2018 war er Vorsitzender der SPD-Fraktion im Rat der Verbandsgemeinde Rhein-Selz.

## Ehrungen
Reitzel wurde 1987 mit dem Bundesverdienstkreuz 1. Klasse und 1994 mit der Freiherr-vom-Stein-Plakette ausgezeichnet.